# Ruído ambiental
O ruído ambiental é o resultado da poluição sonora proveniente do exterior, causada por transportes, atividades industriais e recreativas, sendo a segunda causa mundial de poluição.
O ruído é frequentemente descrito como "som indesejado" e, dentro desse contexto, o ruído ambiental geralmente está presente de alguma forma em todas as áreas da atividade humana, animal ou ambiental. Os efeitos da exposição ao ruído ambiental, em humanos, podem ser emocionais, fisiológicos e ou psicológicos.
O ruído em níveis baixos não é necessariamente prejudicial.  O ruído ambiental também pode transmitir uma sensação de prazer em um ambiente e, portanto, não é sempre considerado "indesejado".  No entanto, os efeitos adversos da exposição ao ruído, ou seja, poluição sonora, podem incluir sintomas auditivos (como perda auditiva temporária ou Perda Auditiva Induzida por Ruído, zumbido, plenitude auricular, tontura) e não auditivos (cefaleia, distúrbios gástricos, alterações transitórias na pressão arterial, problemas cardiovasculares relacionados ao estresse, ansiedade, além de distúrbios da visão, atenção e memória, do sono e do humor).
Sendo assim, o ruído ambiental é estudado, regulado e monitorado órgãos governamentais e instituições civis e científicas. Isso cria inúmeras recomendações e normas diferentes.  A base de todas as decisões é apoiada pela medição objetiva e precisa do ruído. O ruído é medido em decibels (dB) usando um medidor de nível de pressão sonora ou dosímetro, que é capaz de estabelecer a dose, o nível de ruído ao qual uma pessoa está submetida durante um período determinado.  As medições são tipicamente realizadas ao longo de um período de semanas, sob todas as condições meteorológicas.
A propagação do som ao ar livre está sujeita a efeitos meteorológicos (por exemplo, vento, temperatura) que afetam a distância, velocidade e direção com que o ruído ambiental se propaga da fonte para o ouvinte.

## Ruído ambiental e saúde
Apesar de não causar diretamente problemas na saúde mental ou física da população, poluição sonora à longo prazo pode agravar sintomas relacionados a estresse, ansiedade, irritabilidade e alterações de humor. Em ambiente de trabalho, o ruído ambiental também é reportado como fator associado à hipertensão arterial, perda do sono, impotência sexual, surdez bilateral ou unilateral, podendo provocar acidentes de trabalho (torções, quedas e fraturas) além de um menor desempenho do profissional devido as dispersão e estresse que o ruído causa. As classes trabalhadoras atingidas pela poluição sonora são as mais diversas, todos em diferentes escalas de exposição e níveis de ruído, como: trabalhadores de usinas, da área da saúde, professores, operadores de tratores, motoristas de caminhões e ônibus, entre outros.

## Ruído nas escolas
A partir de um certo momento, o ruído passa a ser prejudicial a saúde e pode ser detectado em lugares bastante frequentados no dia a dia. Como por exemplo, as escolas que aparentam ser um local inofensivo para os alunos e funcionários. A recomendação ideal é que os níveis de ruído dentro de sala de aula sejam de 35 a 45 dB, ruídos entre 50 a 65 dB podem ser aceitáveis porém provocam estresse de nível leve levando ao desconforto auditivo.
Em sala de aula o estudante está submetido a dois tipos diferentes de estímulos, o mais importante é a voz do professor, o qual o aluno direciona sua atenção, e secundário é o ruído competitivo, o qual aluno deve deixar em segundo plano e negligenciá-lo porém tal situação pode não ocorrer caso o ruído exceda o nível recomendado.[carece de fontes?]
Por ser um local de aprendizagem, essa situação pode atrapalhar a concentração e principalmente, afetar a saúde auditiva daqueles que frequentam. Professores são um dos mais afetados, ocasionando até um afastamento por problema auditivo, estresse e exaustão. Consequentemente, afetando também a saúde vocal, pois é necessário elevar o tom de voz para sobrepor o ruído. O que causa o aumento no nível de frequência da voz, conhecida como banana da fala, podendo levar a voz rouca ou alguma complicação mais grave nas cordas vocais. Assim, tornando um ambiente que deveria ser acolhedor e motivador, em um lugar desagradável e incômodo.
O indivíduo qualificado que auxilia na melhora do ruído em sala de aula é o profissional fonoaudiólogo. Para a resolução dessa adversidade faz-se necessário estabelecer alguns pontos:
- Medidor de pressão sonora para traçar um perfil médio de ruído no ambiente avaliado, além de obter os horários com maiores intensidades de ruído competitivo.
- Identificação do ruído predominante
- Características da voz do professor
- Distância entre o professor e seus alunos
- Aspectos da sala de aula (piso, parede, ventilação, etc.).

Após a avaliação de todos esses pontos o fonoaudiólogo está apto a realizar ações dentro de sala de aula com o objetivo de melhorar o ambiente tanto para o aluno quanto para o professor.  Além disso o profissional com seus conhecimentos em acústica, voz, processamento auditivo e etc. é capaz de contribuir no desenvolvimento de programas de preservação auditiva em escolas, com a finalidade de conscientizar as crianças desde cedo e criar hábitos saudáveis a respeito da audição.

## Ruído em transportes públicos
O ruído do transporte é normalmente emitido pelo veículo (por exemplo, o motor ou o escapamento) e pelo ruído aerodinâmico (veja aerodinâmica e ruído da aeronave) causado pela compressão e fricção no ar ao redor da embarcação durante o movimento.[carece de fontes?]
Apesar de parecer inofensivo, o ruído presente em transportes públicos pode ser prejudicial à saúde. Ruídos que ultrapassam 50 dB podem gerar problemas de concentração e produtividade, e que ultrapassam 65 dB podem gerar alterações na fisiologia do nosso corpo. Ruídos acima de 70 dB podem ocasionar problemas no sistema auditivo. Contudo, sabemos que na maior parte dos casos, o ruído dentro de transportes públicos possui mais de 50 dB. Dessa maneira, a exposição prolongada a essa poluição sonora pode afetar a qualidade de vida.

## Ruído industrial e recreativo
O ruído industrial e recreativo pode ser gerado por uma multiplicidade de diferentes fontes sonoras ou atividades. O ruído industrial pode ser gerado por empresas (ou seja, fabricação ou montagem de produtos), geração de energia (hidroeletricidade ou turbinas eólicas), atividades de construção ou instalações de processamento agrícola e de pecuária. Fontes de ruídos recreativos variam muito, mas podem incluir festivais de música, tiro ao alvo, eventos esportivos, corridas de carro, marcenaria, bares, atividades de lazer na rua e outras.
O ruído industrial pode gerar vários tipos de danos ao trabalhador, desde problemas auditivos, estresse, irritabilidade, tonturas, dentre outros. Estas adversidades vão desde alterações passageiras até graves danos irreversíveis. O Ministério do Trabalho e Emprego por meio da NR-15 (intitulado Atividades operacionais insalubres) estabeleceu os limites de tolerância para o ruído contínuo ou intermitente nas empresas e indústrias, o qual é de 85dBNA para jornada diária de 8 horas.

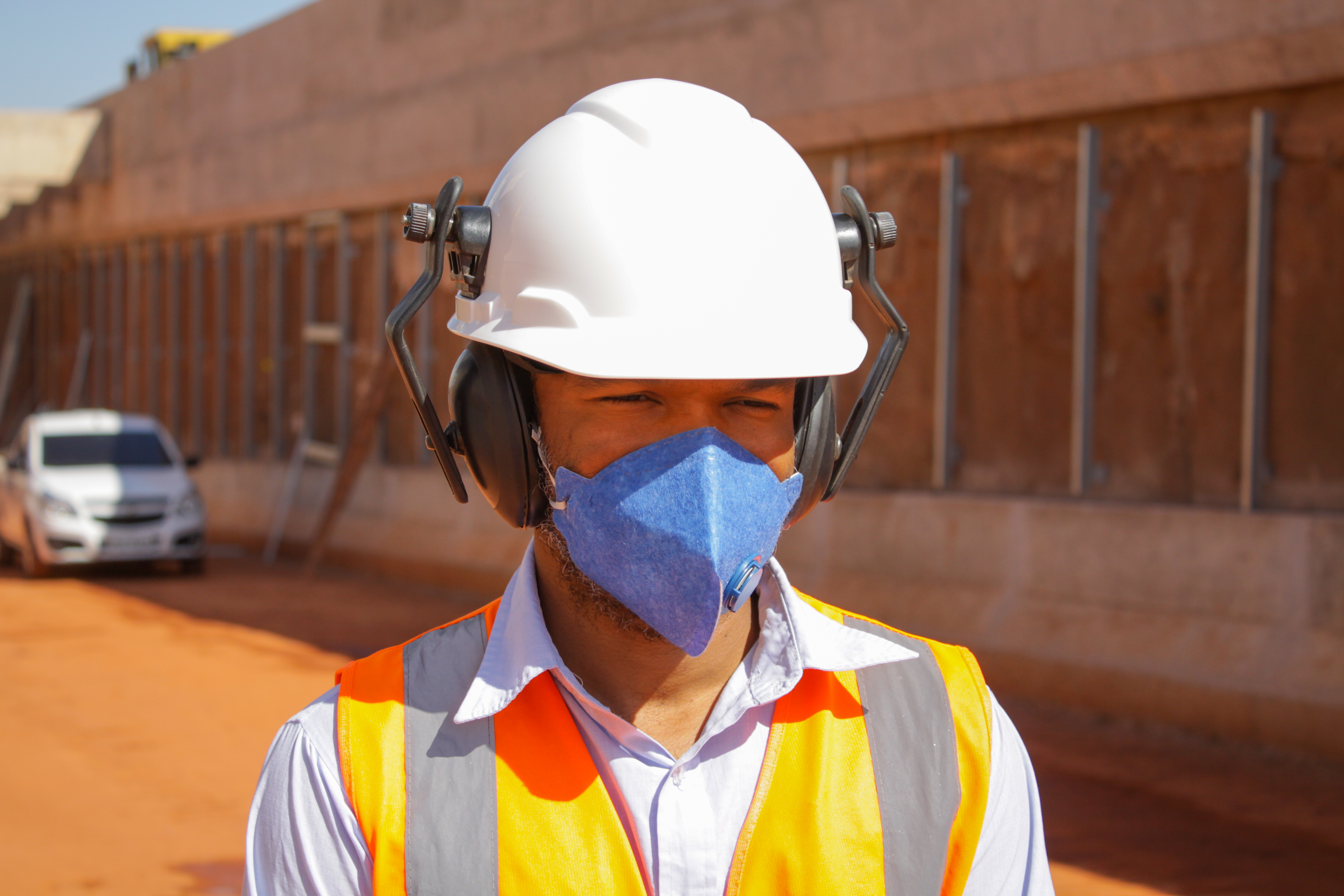
Protetor Auricular (EPI), utilizado nas indústrias

Quando o nível de ruído ultrapassa os limites adequados estipulados pela NR-15, é necessário o uso de equipamentos de proteção individual (EPIs). Relacionado à audição, os principais equipamentos são os protetores auriculares do tipo plugue ou abafadores. Os EPIs devem ser fornecidos pela empresa ou indústria , assim como assegura NR-6.
Além da preocupação dos níveis sonoros no local de trabalho, é necessário também o cuidado com as atividade de lazer ruidosas. O principal público alvo a ser considerado nesse caso são os jovens, uma vez que participam frequentemente em atividades de lazer nas quais encontram-se música com grandes amplitudes sonoras.
No cotidiano existem diversos sons aptos a causar danos auditivos e infelizmente nem todos os ambientes tem uma regulamentação de nível sonoro adequado.
| Local              | Intensidade (dBNA) |
| ------------------ | ------------------ |
| Casa Noturna       | Até 110 dB         |
| Bares              | Acima de 90 dB     |
| Shows e Festivais  | 120 a 140 dB       |
| Cinema             | Até 106 dB         |
| Eventos Esportivos | Até 110 dB         |
| Ruído do Trânsito  | 95 dB              |

## Prevenção
A maneira mais adequada de preservar a audição é por meio da prevenção. O ideal é que as campanhas sejam de cunho educacional e ofereçam informação em relação à exposição ao ruído, aos sinais de perda auditiva e as medidas preventivas, além de evidenciar os benefícios da saúde auditiva. A estratégia da campanha depende da fonte de ruído abordada e do público-alvo.

### Dia da Conscientização sobre o Ruído (INAD)
O Dia Internacional da Conscientização sobre o Ruído (INAD) é uma campanha mundial que busca alertar a população sobre os impactos negativos da poluição sonora na saúde e na qualidade de vida. No Brasil, as ações do INAD começaram em 2008, com o apoio da Sociedade Brasileira de Acústica (Sobrac) e o engajamento de voluntários comprometidos com a causa.
O principal objetivo da campanha é promover a conscientização sobre os prejuízos causados pela poluição sonora e incentivar atitudes que contribuam para a redução do ruído no cotidiano. A proposta também busca fomentar a educação sonora, estimular a escuta consciente e valorizar o silêncio como parte essencial do bem-estar. A campanha ganhou ainda mais força com a participação de estudantes e profissionais das áreas de acústica e saúde, formando uma rede de apoio que contribui para o crescimento e impacto do INAD no Brasil.
Todos os anos, o INAD Brasil lança um tema e um lema específicos, com o objetivo de destacar os prejuízos causados pelo ruído e promover ações educativas sobre a importância da preservação do ambiente sonoro.

#### Histórico de Temas e Lemas
| Ano  | Tema                                               | Lema                                                          |
| 2008 | Prejuízos do ruído                                 | Ah, se minha orelha falasse…                                  |
| 2009 | Atenção à exposição ao ruído                       | Não faça de sua orelha uma lixeira!                           |
| 2010 | Ruído: inimigo invisível                           | O que os olhos não veem, a orelha sente.                      |
| 2011 | Ruído urbano                                       | Não deixe o ruído invadir nossa cidade                        |
| 2012 | Políticas públicas                                 | Bem-estar garantido é bem-estar sem ruído                     |
| 2013 | Apelos às mídias sociais                           | Quem compartilha o ruído, compartilha o perigo                |
| 2014 | Comemorações esportivas (copa do mundo)            | O mundo na torcida por menos ruído.                           |
| 2015 | Ruído no trânsito                                  | Ruído no trânsito, um vilão que ninguém presta atenção.       |
| 2016 | Ruído nas escolas                                  | Ruído: a solução está na educação                             |
| 2017 | Conforto acústico nas escolas                      | Conforto acústico e educação, um bem para você e sua audição. |
| 2018 | Legislação acerca do ruído                         | O legal do som: para a diversão não virar perturbação         |
| 2019 | Cuidado com a audição                              | Sua audição, merece atenção, cuide dela com o coração.        |
| 2020 | Ruído ocupacional                                  | Trabalho com o ruído, saúde em perigo                         |
| 2021 | Saúde auditiva                                     | Proteja sua audição, proteja sua saúde                        |
| 2022 | Ruído na infância                                  | Na infância, diversão e proteção. Ruído não!                  |
| 2023 | Efeitos do ruído na comunicação                    | Ruído na comunicação? Todos sem conexão                       |
| 2024 | Ruído no trabalho e seus efeitos sobre a saúde     | Ruído no trabalho? Prevenção é a solução!                     |
| 2025 | Inclusão – Por uma sociedade que escuta e respeita | Escuta que Acolhe, Som que Respeita                           |

## Política e regulação do ruído ambiental

### Brasil
No Brasil, o artigo 24 da Constituição Federal de 1988 diz que "Compete à União, aos Estados e ao Distrito Federal legislar concorrentemente sobre:
VI – florestas, caça, pesca, fauna, conservação da natureza, defesa do solo e dos recursos naturais, proteção ao meio ambiente e controle da poluição; VII – proteção ao patrimônio histórico, cultural, artístico, turístico e paisagístico". Assim, pela Constituição nacional, considera-se que a emissão de sons e ruídos em níveis que causam incômodos às pessoas e animais e que pode prejudicar a saúde e as atividades humanas, enquadra-se no conceito de poluição legalmente aceito no Brasil.
As normas de controle da poluição sonora são de responsabilidade dos Municípios, e os órgãos ambientais e de trânsito valem-se de normas técnicas editadas pela Associação Brasileira de Normas Técnicas – ABNT e pelo Instituto Nacional de Metrologia, Qualidade e Tecnologia – INMETRO, que definem os limites de ruído acima dos quais se caracteriza poluição sonora. A ABNT estabelece os valores de níveis de ruído para conforto acústico em diversos ambientes, determinando a faixa de 40 a 50 dB de nível de ruído, com nível aceitável de até 65 dB.
Além disso, o Brasil possui uma normatização específica para conforto acústico nos ambientes: a NBR 10151 (Acústica - Avaliação do ruído em áreas habitadas, visando o conforto da comunidade) e NBR 10152 (Acústica — Níveis de pressão sonora em ambientes internos a edificações).
Na tabela abaixo é possível visualizar níveis de ruído (em dB A) indicados para conforto acústico em diversos ambientes (parâmetros estabelecidos pela NBR 10152):
| Locais                                                                     | Níveis em dB |
| -------------------------------------------------------------------------- | ------------ |
| Hospitais (áreas de apartamento, enfermaria, berçários e centro cirúrgico) | 35 a 45 dB   |
| Escolas (salas de aula e laboratórios)                                     | 40 a 50 dB   |
| Hotéis (portaria, recepção e circulação)                                   | 45 a 55 dB   |
| Restaurantes                                                               | 40 a 50 dB   |
| Igrejas e templos                                                          | 40 a 50 dB   |
| Ginásios poliesportivos.                                                   | 45 a 60 dB   |

### Estados Unidos
A Lei de Controle de Ruídos de 1972 estabeleceu uma política nacional dos Estados Unidos para promover um ambiente para todos os americanos livres de ruídos nocivos para a saúde e o bem-estar. No passado, a Agência de Proteção Ambiental (EPA) coordenou todas as atividades federais de controle de ruído por meio do Escritório de Redução de Ruído e Controle. A EPA eliminou gradualmente o financiamento do escritório em 1982 como parte de uma mudança na política federal de controle de ruídos para transferir a responsabilidade primária de regular o ruído aos governos estaduais e locais. No entanto, a Lei de Controle de Ruídos de 1972 e a Lei de Comunidades Silenciosas de 1978 nunca foram rescindidas pelo Congresso e permanecem em vigor hoje, embora essencialmente sem financiamento.
Hoje, e na ausência de uma orientação nacional e execução pela EPA, os estados, cidades e municípios tiveram pouca ou nenhuma orientação sobre como escrever boas regulamentações sobre o ruído. Desde que a EPA publicou pela última vez sua Portaria Modelo de Ruído Comunitário em 1974, as comunidades têm lutado para desenvolver suas políticas, muitas vezes seguindo orientações de outras comunidades e, às vezes, copiando seus erros. As leis e portarias de ruído variam amplamente entre os municípios, embora a maioria proíba fazer barulho que seja um incômodo e que ultrapasse os níveis sonoros permitidos. Algumas regulamentações estabelecem diretrizes específicas para o nível de ruído permitido em determinados momentos do dia e para certas atividades.
A Federal Aviation Administration (FAA) regula o ruído das aeronaves, especificando o nível máximo de ruído que uma aeronave civil individual pode emitir, exigindo que as aeronaves atendam a certos padrões de certificação de ruído. Esses padrões designam mudanças nos requisitos de nível máximo de ruído pela designação "stage". Os padrões de ruído dos EUA são definidos no Título 14 do Código de Regulamentos Federais (CFR), Parte 36 - Normas de Ruído: Tipo de Aeronave e Certificação de Aeronavegabilidade (14 CFR Parte 36). A FAA também desenvolve um programa de controle de ruído de aeronaves em cooperação com a comunidade de aviação. A FAA estabeleceu um processo para relatar as queixas de ruído relacionadas à aviação para qualquer pessoa que possa ser afetada pelo ruído da aeronave.
A Federal Highway Administration (Administração Federal de Rodovias) (FHWA) desenvolveu regulamentações para controlar o ruído das rodovias, conforme exigido pela Lei Federal de Assistência Federal de 1970. Os regulamentos exigem a promulgação de critérios de nível de ruído de tráfego para várias atividades de uso terrestre e descrevem procedimentos para a redução do ruído do tráfego rodoviário e do ruído de construção.
O Departamento de Estatísticas de Transporte do Ministério de Transporte criou um Mapa Nacional do Ruído de Transporte para fornecer acesso a dados abrangentes de ruído de aeronaves e rodovias em nível nacional e municipal. O mapa tem como objetivo ajudar urbanistas, autoridades governamentais, acadêmicos e residentes a obter acesso a informações atualizadas sobre aviação e ruídos rodoviários interestaduais.

### União Europeia
A União Europeia tem uma definição especial baseada no artigo 10.1 da diretiva europeia 2002/49 / CE.  Esta diretiva dá uma definição para o ruído ambiental. O alvo principal é um gerenciamento de ruído integrado.
A implementação é dividida em fases: Na primeira fase, os estados membros devem informar sobre as principais estradas com mais de seis milhões de veículos por ano, grandes ferrovias com mais de 60.000 trens por ano, principais aeroportos com mais de 50.000 voos por ano e áreas metropolitanas com mais de 250.000 habitantes. Na segunda fase, esses números são reduzidos pela metade; apenas os critérios para os aeroportos permanecem inalterados. Na terceira fase e nas fases seguintes, os métodos de cálculo dos níveis de ruído serão alterados enquanto os critérios permanecerem inalterados. Cada fase consiste em três etapas: a coleta dos dados das principais fontes de ruído, mapas estratégicos de ruído e planos de ação.
Na Áustria, a instituição responsável pelas fontes de ruído é também responsável pelos mapas de ruído relativos a estas fontes. Isso significa que a Federação é responsável pelas estradas federais e cada estado é responsável pelas estradas do país.
A França relatou 24 áreas metropolitanas, Paris foi o maior com 9,6 milhões de habitantes e 272 quilômetros quadrados.
A Alemanha implementou regulamentações nacionais em 2005 e 2006 e relatou 27 áreas metropolitanas na primeira fase: Berlim foi a maior com 3,39  milhões de habitantes e 889 quilômetros quadrados, o maior de Hamburgo com 1.045 quilômetros quadrados e 2 milhões de habitantes. O menor foi Gelsenkirchen com 270.000 habitantes e 105 quilômetros quadrados. Na legislação nacional, o ruído resultante de atividades recreativas como esportes e lazer não é considerado como ruído ambiental.
O Reino Unido relatou um total de 28 áreas metropolitanas, onde Londres é a maior com 8,3 milhão de habitantes. A maioria das áreas metropolitanas está localizada na Inglaterra; na Escócia e no País de Gales, cada um tem dois, na Irlanda do Norte apenas a capital, Belfast.